# Otto Fritz Meyerhof
Otto Fritz Meyerhof (Hanôver, 12 de Abril de 1884 — Filadélfia, 6 de Outubro de 1951) foi um médico alemão. Foi agraciado com o Nobel de Fisiologia ou Medicina de 1922, que dividiu com Archibald Vivian Hill, por pesquisas fundamentais sobre o metabolismo muscular. Meyerhof ajudou a elucidar, com Gustav Embden e Jakub Karol Parnas, o mecanismo da glicólise.

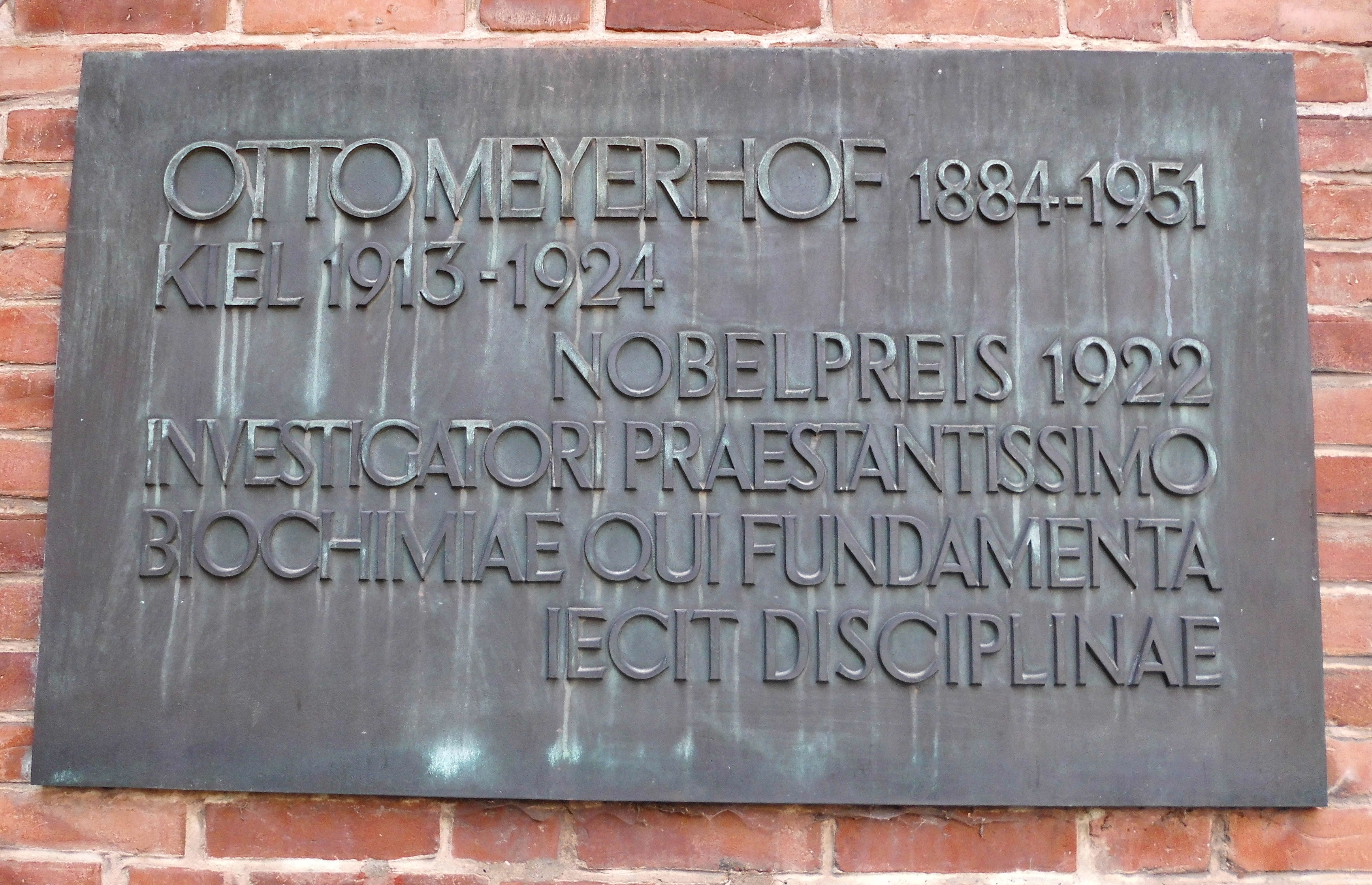
Placa comemorativa na Universidade de Quiel

## Biografia
Otto Fritz Meyerhof nasceu em Hannover, na Theaterplatz 16A (agora: Rathenaustrasse 16A), filho de pais judeus ricos. Em 1888, sua família mudou-se para Berlim, onde Otto passou a maior parte de sua infância e onde iniciou seus estudos de medicina. Ele continuou esses estudos em Estrasburgo e Heidelberg, onde se graduou em 1909, com um trabalho intitulado "Contribuições para a Teoria Psicológica das Doenças Mentais". Em Heidelberg, ele conheceu Hedwig Schallenberg. Eles se casaram em 1914 e se tornaram pais de uma filha, Bettina, e de dois filhos, Gottfried (que se referiu, após a emigração, a si mesmo como Geoffrey), bem como Walter.
Em 1912, Otto Meyerhof mudou-se para a Universidade de Kiel, onde recebeu a cátedra em 1918. Em 1922, recebeu o Prêmio Nobel de Medicina, com Archibald Vivian Hill, por seu trabalho sobre o metabolismo muscular, incluindo a glicólise. Em 1929 ele se tornou um dos diretores do Instituto Kaiser Wilhelm de Pesquisa Médica, cargo que ocupou até 1938. Escapando do regime nazista, ele emigrou para Paris em 1938. Ele então se mudou para os Estados Unidos em 1940, onde foi nomeado professor convidado na Universidade da Pensilvânia na Filadélfia. Em reconhecimento às suas contribuições para o estudo da glicólise, a série comum de reações para a via em eucariotos é conhecida como via Embden – Meyerhof – Parnas.
Meyerhof morreu na Filadélfia aos 67 anos.